# Орден Белого орла (Российская империя)
О́рден Бе́лого орла́ — орден Российской империи. Причислен к российским орденам в 1831 году как Императорский и Царский орден Белого орла.

## Предыстория
Орден Белого орла учреждён в Польше в 1705 году. После раздела польского государства в 1795 году орден Белого орла был наградой Варшавского герцогства (1807—1815), а затем вошедшего по результатам Венского конгресса в состав Российской империи Царства Польского (1815—1831).

## Орден Российской империи
В 1831 году, после подавления польского восстания и лишения Польши автономии, император Николай I причислил к российским польские ордена Белого орла и Св. Станислава. Среди первых пожалованных были отличившиеся в Польской кампании генерал-фельдмаршал светлейший князь Варшавский, граф И. Ф. Паскевич-Эриванский, генералы от кавалерии И. О. Витт и П. П. Пален.
Орден занял почётное место в иерархии российских орденов — с 1835 года следом за орденом св. Александра Невского. Награждались им лица не ниже 4-го класса Табели о рангах. Произошли изменения в знаке ордена, девиз поменялся на «За веру, царя и закон».
В 1855 году к знакам за военные отличия присоединялись по два накрест лежащих меча: сверху знака под короной, а на звезде — по центру.
Знак ордена носился у правого бедра на широкой ленте через левое плечо, звезда носилась на левой стороне груди. Изначально лента была синего цвета, но в 1883 году было повелено использовать тёмно-синюю ленту.
Орден носился на мундире и вице-мундире ниже звезды ордена Св. Георгия 2-й степени и выше звезды ордена Св. Владимира 2-й степени. При ордене Св. Александра Невского звезда ордена Белого Орла с мечами и без мечей не носилась, а знак этого ордена при орденах: а) Св. Александра Невского надевался на шею, на узкой орденской ленте, и носился ниже крестов ордена Св. Георгия 2-й и 3-й степени и выше креста ордена Св. Владимира 2-й степени, и б) Св. Андрея Первозванного-надевался на груди, левее орденов Св. Георгия 4-й степени и Св. Владимира 4-й ст., причём знак ордена Белого Орла должен быть по размерам одинаковой величины со знаками, установленными для ношения на груди. Если орден Белого Орла пожалован был за военные подвиги, то знак его с мечами, при мундире и вице-мундире, носился на шее, и при ордене Св. Андрея Первозванного надевался ниже креста ордена Св. Александра Невского (см. выше 4-я степень) и выше креста ордена Св. Владимира 2-й степени. При сюртуке носился один только знак ордена Белого Орла с мечами, надеваемый на шею при неимении орденских знаков; а) Св. Георгия 2-й ст.или 3-й ст.; б) Св. Андрея Первозванного с мечами; в) Св. Владимира 1-й ст. с мечами или без них, и г) Св. Александра Невского с мечами.
В 1915 году учреждена Медаль «За труды по отличному выполнению всеобщей мобилизации 1914 г.», единственная медаль, использовавшая ленту ордена Белого орла. Эта медаль считается последней медалью Российской империи.
Временное правительство России сохранило орден Белого орла, несколько изменив его внешний вид. Вместо корон над российским императорским орлом появился бант из ленты синего цвета. На нагрудных звёздах девиз, напоминавший о царе, заменили лавровые листья.
Орден сохранён в эмиграции домом Романовых как династическая награда. О награждениях орденом после 1917 г. см. статью Пожалования титулов и орденов Российской империи после 1917 года.

## Статутордена
Согласно статуту орден Белого орла стоял на ступень ниже Ордена Св. Александра Невского. В отличие от других российских орденов пенсия к ордену Белого орла не полагалась.
Извлечения из Статута Императорского и Царского ордена Белого Орла:

- Императорский и Царский орден Белого Орла имеет одну только степень. Знаки его суть:

1) Лента тёмно-синего цвета; на ней повешен орденский знак, изображающий чёрного, коронованного, двуглавого орла, имеющего головы золотые, шеи переплетённые, а крылья и хвост обведённые золотом, на груди же красный финифтяной крест, лежащий на золотой звезде с тремя узенькими около оного полосками, из которых две золотые, а средняя серебряная; на острых углах креста малые золотые шары, а между ними в средине малые же полукруги; на кресте, поддерживаемом двуглавым орлом, находится белый одноглавый орёл, вправо обращённый, имеющий на голове малую золотую корону.
2) Звезда золотая; в средине звезды изображён пламенистый крест, имеющий по краям три узенькие полоски, из коих средняя красная, а прочие две золотые; вокруг же него, на синей широкой полосе находится девиз: «Pro Fide, Rege et Lege (За Веру, Царя и Закон)».
3) К знакам сего ордена, когда он жалуется за военные против неприятеля подвиги, присоединяются по два, накрест лежащих, меча: сверху знака под короною, а на звезде так, чтобы средний щит покрывал перекрещение мечей.
- В звезде ордена Белого Орла, при пожаловании его не Христианам, изображается, вместо креста, Императорский Российский орёл.
- В общем порядке старшинства Российских орденов орден Белого Орла следует за орденом Св. Александра Невского.
- С пожалованного орденом Белого Орла взимается единовременно и доставляется в Капитул Орденов на дела богоугодные триста рублей. При пожаловании мечей к ордену Белого Орла взимается с пожалованного сто пятьдесят рублей.